# Volta a la Comunitat Valenciana
La Volta Ciclista a la Comunitat Valenciana, nota anche come Vuelta Valenciana, è una corsa a tappe maschile di ciclismo su strada, che si disputa nella Comunità Valenciana, in Spagna, dal 1929 nel mese di febbraio. Dal 2005 fa parte del calendario dell'UCI ProSeries, classe 2.1.
La prima edizione dell'evento ha avuto luogo nell'anno 1929. Nel corso degli anni la gara ha cambiato denominazione più di una volta: originariamente era chiamata Vuelta a Levante, poi ha assunto il nome di Vuelta a Valencia, poi tra il 1980 ed il 1983 il nome di Vuelta a las Tres Provincias e da lì in poi il nome attuale.
Tra il 2009 e il 2015 la gara non è stata disputata. Grazie al lavoro dei fratelli Ángel e Rafael Casero, la Volta a la Comunitat Valenciana è tornata in calendario per la stagione 2016, dopo 8 anni dalla sua soppressione.

## Albo d'oro
Aggiornato all'edizione 2025.
| Anno                                     | Vincitore                | Secondo               | Terzo                    |
| Vuelta a Levante                         | Vuelta a Levante         | Vuelta a Levante      | Vuelta a Levante         |
| ---------------------------------------- | ------------------------ | --------------------- | ------------------------ |
| 1929                                     | Salvador Cardona         | Valeriano Riera       | Juan Mateo               |
| 1930                                     | Mariano Cañardo          | José Maria Sans       | Juan Mateo               |
| 1931                                     | Federico Ezquerra        | Valeriano Riera       | Mariano Cañardo          |
| 1932                                     | Ricardo Montero          | Mariano Cañardo       | Antonio Escuriet         |
| 1933                                     | Antonio Escuriet         | Emiliano Álvarez      | Federico Ezquerra        |
| 1934-39                                  | non disputata            | non disputata         | non disputata            |
| 1940                                     | Federico Ezquerra        | Diego Chafer          | Antonio Escuriet         |
| 1941                                     | non disputata            | non disputata         | non disputata            |
| 1942                                     | Julián Berrendero        | Fermo Camellini       | Diego Chafer             |
| 1943                                     | Antonio Andrés Sancho    | Julián Berrendero     | Isidro Bejarano          |
| 1944                                     | Antonio Martín Eguia     | Vicente Miro          | Delio Rodríguez          |
| 1945-46                                  | non disputata            | non disputata         | non disputata            |
| 1947                                     | Joaquín Olmos            | Augustin Miro         | Juan Gimeno              |
| 1948                                     | Emilio Rodríguez         | Ricardo Ferrandiz     | Juan Gimeno              |
| 1949                                     | Joaquín Filba            | Matias Alemany        | Antonio Sanchez Belando  |
| 1950-53                                  | non disputata            | non disputata         | non disputata            |
| 1954                                     | Salvador Botella         | Vicente Iturat        | Bernardo Ruiz            |
| 1955                                     | Francisco Masip          | Mariano Corrales      | José Segú                |
| 1956                                     | René Marigil             | Antonio Bertran       | José Escolano            |
| 1957                                     | Bernardo Ruiz            | Salvador Botella      | Andrés Trobat            |
| 1958                                     | Hilaire Couvreur         | Juan Escola           | Julio San Emeterio       |
| 1959                                     | Rik Van Looy             | Edgard Sorgeloos      | Gilbert Desmet           |
| 1960                                     | Fernando Manzaneque      | Francisco Moreno      | Jesus Galdeano           |
| 1961                                     | Salvador Botella         | Joaquin Barcelo       | Gabriel Mas              |
| 1962                                     | Fernando Manzaneque      | Antonio Bertran       | José Martín Colmenarejo  |
| 1963                                     | José Martín Colmenarejo  | Raul Rey              | Esteban Martin           |
| 1964                                     | Antonio Gómez del Moral  | Antonio Barrutía      | Eusebio Vélez            |
| 1965                                     | José Pérez Francés       | José Suria            | Sebastian Elorza         |
| 1966                                     | Angelino Soler           | José Antonio Momeñe   | José Suria               |
| 1967                                     | José Pérez Francés       | Angelino Soler        | Eugenio Lisarde          |
| 1968                                     | Mariano Díaz             | Andrés Gandarias      | Daniel Varela            |
| 1969                                     | Eddy Merckx              | José López Rodríguez  | Gabriel Mascaro          |
| 1970                                     | Ventura Díaz             | Jesús Manzaneque      | Joaquín Galera           |
| 1971                                     | José López Rodríguez     | Luis Ocaña            | Juan Zurano              |
| 1972                                     | Domingo Perurena         | Santiago Lazcano      | Tino Tabak               |
| 1973                                     | José Antonio González    | José Manuel Fuente    | José Luis Abilleira      |
| 1974                                     | Marcello Bergamo         | José Luis Abilleira   | Pedro Torres             |
| 1975                                     | Vicente López Carril     | Santiago Lazcano      | Nemesio Jiménez          |
| 1976                                     | Gonzalo Aja              | José Luis Viejo       | Joaquim Agostinho        |
| 1977                                     | Bernt Johansson          | René Leuenberger      | Custodio Mazuela         |
| 1978                                     | non disputata            | non disputata         | non disputata            |
| Giro della Regione di Valencia           |                          |                       |                          |
| 1979                                     | Vicente Belda            | Bernardo Alfonsel     | Eulalio García           |
| Giro delle Tre Provincie                 |                          |                       |                          |
| 1980                                     | Klaus-Peter Thaler       | Eduardo Chozas        | Jorge Fortia             |
| 1981                                     | Alberto Fernández Blanco | Pedro Muñoz           | Antonio Coll             |
| 1982                                     | Pedro Muñoz              | Faustino Rupérez      | Bernardo Alfonsel        |
| 1983                                     | Reimund Dietzen          | Stefan Mutter         | Julián Gorospe           |
| Volta Ciclista a la Comunitat Valenciana |                          |                       |                          |
| 1984                                     | Bruno Cornillet          | Pello Ruiz Cabestany  | Ángel Camarillo          |
| 1985                                     | Jesús Blanco Villar      | Frits Pirard          | Sean Kelly               |
| 1986                                     | Bernard Hinault          | Jesús Blanco Villar   | Jörg Müller              |
| 1987                                     | Stephen Roche            | Jesús Blanco Villar   | Julián Gorospe           |
| 1988                                     | Erich Maechler           | Julián Gorospe        | Jesús Blanco Villar      |
| 1989                                     | Pello Ruiz Cabestany     | Remig Stumpf          | Charly Mottet            |
| 1990                                     | Tom Cordes               | Erich Maechler        | Rolf Gölz                |
| 1991                                     | Melchor Mauri            | Steven Rooks          | Peter Hilse              |
| 1992                                     | Melchor Mauri            | Erik Breukink         | Andrea Chiurato          |
| 1993                                     | Julián Gorospe           | Stefano Della Santa   | Miguel Indurain          |
| 1994                                     | Vjačeslav Ekimov         | Miguel Indurain       | Tony Rominger            |
| 1995                                     | Alex Zülle               | Laurent Jalabert      | Abraham Olano            |
| 1996                                     | Laurent Jalabert         | Íñigo Cuesta          | Mariano Rojas            |
| 1997                                     | Juan Carlos Domínguez    | Armand de Las Cuevas  | Christophe Moreau        |
| 1998                                     | Pascal Chanteur          | Bo Hamburger          | Santos González          |
| 1999                                     | Aleksandr Vinokurov      | Wladimir Belli        | Javier Pascual Rodríguez |
| 2000                                     | Abraham Olano            | Juan Carlos Domínguez | José Alberto Martínez    |
| 2001                                     | Fabian Jeker             | Michael Boogerd       | Aleksandr Vinokurov      |
| 2002                                     | Alex Zülle               | Ivan Basso            | Claus Michael Møller     |
| 2003                                     | Dario Frigo              | David Bernabéu        | Javier Pascual Llorente  |
| 2004                                     | Alejandro Valverde       | Antonio Colom         | David Blanco             |
| 2005                                     | Alessandro Petacchi      | Aitor Pérez           | Antonio Colom            |
| 2006                                     | Antonio Colom            | Ricardo Serrano       | David Bernabéu           |
| 2007                                     | Alejandro Valverde       | Tadej Valjavec        | Fränk Schleck            |
| 2008                                     | Rubén Plaza              | Manuel Vázquez        | Xavier Florencio         |
| 2009-15                                  | non disputata            | non disputata         | non disputata            |
| 2016                                     | Wout Poels               | Luis León Sánchez     | Beñat Intxausti          |
| 2017                                     | Nairo Quintana           | Ben Hermans           | Manuel Senni             |
| 2018                                     | Alejandro Valverde       | Luis León Sánchez     | Jakob Fuglsang           |
| 2019                                     | Ion Izagirre             | Alejandro Valverde    | Pello Bilbao             |
| 2020                                     | Tadej Pogačar            | Jack Haig             | Tao Geoghegan Hart       |
| 2021                                     | Stefan Küng              | Nelson Oliveira       | Enric Mas                |
| 2022                                     | Aleksandr Vlasov         | Remco Evenepoel       | Carlos Rodríguez         |
| 2023                                     | Rui Costa                | Giulio Ciccone        | Tao Geoghegan Hart       |
| 2024                                     | Brandon McNulty          | Santiago Buitrago     | Aleksandr Vlasov         |
| 2025                                     | Santiago Buitrago        | João Almeida          | Pello Bilbao             |